# Gymnallabes typus
Gymnallabes typus är en fiskart som beskrevs av Günther, 1867. Gymnallabes typus ingår i släktet Gymnallabes och familjen Clariidae. IUCN kategoriserar arten globalt som livskraftig. Inga underarter finns listade i Catalogue of Life.